# Alles für die Firma (1925)
Alles für die Firma (Originaltitel: Old Clothes) ist ein US-amerikanischer Stummfilm von Edward F. Cline aus dem Jahr 1925 mit Jackie Coogan und Joan Crawford, die hier den ersten Auftritt unter ihrem Künstlernamen absolvierte und ihre erste größere Rolle spielte.

## Handlung
Tim Kelly und sein Freund Max Ginsberg, die bislang ihr Leben als Schrotthändler zugebracht haben, sind durch den Kauf von Kupferaktien zu Wohlstand gekommen. Eines Tages bricht der Markt jedoch zusammen und beide landen verarmt wieder auf der Straße. Sie lernen die völlig mittellose Mary Riley kennen und machen sie zur gleichberechtigten Partnerin ihres Geschäfts. Bald verliebt sich Mary in Nathan Burke, doch seine bigotte Mutter lehnt die arme Mary ab und verhindert so ein dauerhaftes Glück. Dann kommt jedoch heraus, dass auch Mrs. Burke aus ärmlichen Verhältnissen kommt und ihre große Liebe damals Max Ginsberg war. Pünktlich zur Heirat von Mary und Nathan steigen auch die Kupferpreise wieder und Tim und Max können wieder in Reichtum und ohne Sorgen leben.

## Hintergrund
Noch unter ihrem Geburtsnamen Lucille Le Sueur unterschrieb Joan Crawford im Dezember 1924 einen Vertrag mit sieben Monaten Laufzeit mit einer Wochengage von 75 US-Dollar bei der neu gegründeten Filmgesellschaft Metro-Goldwyn-Mayer. Sie schaffte es innerhalb von wenigen Monaten, von der Statistin zur anerkannten Nebendarstellerin zur Leading Lady aufzusteigen.
Das Studio entdeckte ihr Potential und bewog die Schauspielerin, ihren Namen zu ändern. Im Rahmen eines Preisausschreibens wurde für sie der Künstlername Joan Crawford ausgesucht. Den ersten Auftritt als Joan Crawford hatte die Schauspielerin später im Jahr an der Seite des damals größten Kinderstars, Jackie Coogan. Coogan war über die Metro-Filmgesellschaft zu MGM gekommen und hatte eine eigene Produktionsgesellschaft, die von seinem Vater geleitet wurde. 1925 begann die Karriere von Jackie jedoch langsam zu verblassen, da er allmählich zu alt für Kinderrollen wurde. Old Clothes war als Sequel für seinen letzten großen Erfolg The Rag Man konzipiert und Coogan wiederholte seine Rolle als Tim Kelly.
Crawford musste für ihre erste größere Rolle jedoch alle moralischen Bedenken opfern. Zuerst war sie nur engagiert, um Jackie Coogan den Charleston beizubringen, doch sie erregte die Aufmerksamkeit von Jack Coogan Sr., der Vater von Jackie und ausführender Produzent bei Old Clothes. Er versprach Crawford die Rolle, bestand jedoch auf sexuellen Gefälligkeiten als Gegenleistung, ein damals nicht unübliches Verhalten gegenüber ambitionierten jungen Schauspielerinnen. Für diese Quid pro quo Beziehung bürgerte sich rasch der Ausdruck „Besetzungscouch“ ein. Crawford nannte Coogan Sr. später nur noch „a dirty pig“. 
In Österreich kam der Film als Der kleine Kompagnon in den Verleih.
Die Zusammenarbeit mit Jackie Coogan selber empfand sie jedoch als angenehm.

„Jackie Coogan stahl "Old Clothes," aber sein Vater hat mir die Rolle gegeben und bestand darauf, dass ich den neuen Namen [Joan Crawford] benutzte. Es war gar kein so schlechter Film.“

## Kritiken
Die Kritiker waren recht angetan von dem Film und von Joan Crawford.
Die New York Times gab Crawford eine positive Rückmeldung:

„Joan Crawford ist befriedigend als Mary Riley und Max Davidson ist superb in der Rolle von Ginsberg.“

Louella O. Parsons, später eine gute Freundin von Crawford, lag im New York Journal-American richtig mit ihrer Vorhersage:

„Das Mädchen, Joan Crawford, ist eine Entdeckung von Jack Coogan, Sr. Sie ist sehr attraktiv und zeigt Potential.“